# Осигурително право
Осигурителното право е правен отрасъл регламентиращ обществените отношения в областта на общественото осигуряване.
Осигурителното право е исторически детерминирано от възникването на понятието за социална държава.
Предмет на регулиране на осигурителното право са осигурителните отношения и непосредствено свързаните със същинските осигурителни други обществени отношения. Обхваща две основни групи осигурителни отношения:
1. осигурителни отношения по социалното осигуряване и
2. осигурителни отношения по здравното осигуряване.

Осигурителните отношения имат имуществен характер, който се изразява в три насоки:
1. набират се парични средства, необходими за осъществяване на общественото осигуряване чрез изградени и функциониращи Пенсионносигурителни и Здравноосигурителни системи, които
2. посредством фондове или други субекти съхраняват и управляват набраните парични средства от осигурителни вноски, които
3. се изразходват, за да се реализира материално обезпечение на изпадналите в затруднение осигурени лица.[1]

## Социална сигурност
Осигурителното право има за цел да внесе в обществените отношения социална сигурност.
На 30 май 2008 г. XL народно събрание приема със закон за ратифициране (а от 15 юни същата година е в сила за Република България) Конвенция № 102 на Международната организация на труда за социална сигурност (минимални стандарти) от 1952 г. Социална сигурност по смисъла на конвенцията означава полагане на постоянни усилия от страна на държавата, за да покрие неблагоприятните последици от настъпването на осигурителните събития, които се определят като „социални рискове“ по смисъла на конвенцията. Тези усилия могат да се изразяват в провеждането на различни политики, които обаче да доведат до целения резултат по изискването на конвенцията – социална сигурност адресирана към потребителя на осигурителното право.
Конвенция № 102 покрива деветте основни групи обезщетения:
1. за медицински грижи;
2. при болест;
3. за безработица;
4. за старост;
5. при трудова злополука;
6. семейни;
7. при бременност и раждане;
8. за инвалидност и
9. при смърт (наследствени).